# اندیس فاریاب
فاریاب یک اندیس فلزی است که در حوالی شهر میناب استان هرمزگان قرار دارد و مادهٔ معدنی موجود در آن، کرومیت است.  